# موراي سوليفان
موراي سوليفان هو لاعب كرة القدم الكندية كندي، ولد في 1925 في تورونتو في كندا.

## وصلات خارجية
- موراي سوليفان على موقع JustSportsStats.com (الإنجليزية)